# 深山延暁
深山 延暁（みやま のぶあき、1958年7月4日 - ）は、日本の防衛官僚。

## 人物
千葉県出身。千葉県立千葉高等学校を経て、東京大学経済学部卒業。

## 略歴
出典：
- 1983年4月 防衛庁入庁、防衛局防衛課
- 1988年5月 防衛局運用課研究班部員
- 1990年1月 人事局厚生課部員
- 1991年1月 防衛局防衛課年度班部員
- 1992年
  - 5月 防衛局計画官付部員
  - 7月 防衛局計画課計画第1班長
- 1993年4月 長官官房総務課部員
- 1994年5月 防衛局防衛政策課政策第1班長
- 1995年7月 防衛局防衛政策課総括班長
- 1996年
  - 7月 長官官房総務課部員
  - 11月 長官官房秘書課部員（久間長官秘書官事務取扱）
- 1998年8月 長官官房企画官（久間長官秘書課担当）
- 1999年5月 外務省在連合王国日本国大使館一等書記官
- 2000年1月 外務省在連合王国日本国大使館参事官
- 2002年6月 長官官房企画官
- 2002年8月 防衛局計画課長
- 2004年7月
  - 長官官房付（併）内閣官房内閣参事官（内閣総務官室）
  - 8月 長官官房総括企画官
- 2006年9月 運用企画局事態対処課長
- 2008年1月 大臣官房秘書課長
- 2009年8月 南関東防衛局長
- 2011年9月 大臣官房審議官（国会担当）
- 2014年7月 運用企画局長
- 2015年10月 人事教育局長
- 2016年7月 地方協力局長
- 2018年 防衛装備庁長官
- 2019年7月 退官
- 2020年6月 特定非営利活動法人NBCR対策推進機構副会長[3]
- （時期不明）三井住友海上火災保険公務第一部顧問